# Calliste Ier de Constantinople
Pour les articles homonymes, voir Calliste.
Calliste Ier de Constantinople (en grec : Κάλλιστος Α ; mort en 1363) est patriarche de Constantinople de 1350 à 1353 puis de 1355 à 1363. Il est saint dans l'Eglise orthodoxe et est fêté le 20 juin.

## Origine
Calliste (on trouve aussi la graphie Kallistos) était un disciple de Grégoire Palamas qui, depuis 28 ans, vivait une vie ascétique comme moine au monastère de Philotheou du mont Athos.

## Patriarche
Le 10 juin 1350, Calliste, moine de l'Athos, est élu comme successeur d'Isidore Ier. À la demande de Jean VI Cantacuzène, il réunit le 27 mai 1351 un synode au Palais des Blachernes, qui dure 15 jours. Bien que l'empereur, qui présidait les réunions, ait veillé à ce que les « antipalamistes » représentés par Nicéphore Grégoras lui-même puissent s'exprimer librement, le synode ne pouvait aboutir qu'à la victoire des thèses de Grégoire Palamas. Lors de la dernière session le 9 juin, les décisions prises par les conciles de 1341 et 1347 sont relues intégralement. Calliste offre en conclusion aux dissidents de rentrer dans le rang, et comme les archevêques d'Éphèse et de Gano refusent de se renier, ils sont déchus et leurs partisans incarcérés.
Calliste Ier ne ménage pas sa peine pour mener une ardente campagne destinée à faire adopter les conclusions de ce synode par les autres patriarcats orientaux comme par les métropolites qui en dépendaient. Il se heurte à de nombreuses résistances, notamment du métropolite de Russie.
En 1353, Calliste Ier, horrifié que Jean VI Cantacuzène revienne sur ses serments de 1347 par lesquels il avait juré de respecter la légitimité de Jean V Paléologue, refuse de couronner Mathieu Cantacuzène, fils de l'empereur, comme souverain associé à son père et menace de démissionner. Il se retire dans un monastère puis s'enfuit auprès de Jean V. Au bout de quelques mois, en novembre 1353, Jean VI Cantacuzène le remplace par Philothée Kokkinos, qui se montre plus conciliant,.
Après avoir fondé le monastère de Saint-Mamas à Ténédos, la petite île près des Dardanelles dans laquelle résidait Jean V Paléologue, Calliste retourne au mont Athos. Toutefois, à la suite de la démission en 1354 de Philothée, et en janvier 1355 de l'abdication de Jean VI, Calliste redevient patriarche. C'est un fervent hésychaste, hostile au rapprochement avec l'Église de Rome
En 1359, Calliste Ier reconnait l'autonomie de l'Église métropolitaine d'Ungro-Valachie dont le siège est fixée à Curtea de Argeș. Le premier titulaire en est Iachint de Vicina (mort en 1372).
Jean V veut se réconcilier avec la Serbie et mettre en œuvre une alliance anti-ottomane. Le patriarche Calliste, à la tête d'une ambassade, est reçu à Serrès par  Hélène de Bulgarie, impératrice des Serbes et veuve de Stefan Uroš IV Dušan. Cette rencontre ne produit aucun résultat et Calliste meurt sur place en août 1363.